# Пало дел Коле
Пало дел Коле (итал. Palo del Colle) је насеље у Италији у округу Бари, региону Апулија.
Према процени из 2011. у насељу је живело 20692 становника. Насеље се налази на надморској висини од 164 м.

## Географија
| Клима (Пало дел Коле)      | Клима (Пало дел Коле) | Клима (Пало дел Коле) | Клима (Пало дел Коле) | Клима (Пало дел Коле) | Клима (Пало дел Коле) | Клима (Пало дел Коле) | Клима (Пало дел Коле) | Клима (Пало дел Коле) | Клима (Пало дел Коле) | Клима (Пало дел Коле) | Клима (Пало дел Коле) | Клима (Пало дел Коле) | Клима (Пало дел Коле) |
| Показатељ \ Месец          | .Јан.                 | .Феб.                 | .Мар.                 | .Апр.                 | .Мај.                 | .Јун.                 | .Јул.                 | .Авг.                 | .Сеп.                 | .Окт.                 | .Нов.                 | .Дец.                 | .Год.                 |
| -------------------------- | --------------------- | --------------------- | --------------------- | --------------------- | --------------------- | --------------------- | --------------------- | --------------------- | --------------------- | --------------------- | --------------------- | --------------------- | --------------------- |
| Средњи максимум, °C (°F)   | 10,5 (50,9)           | 11,4 (52,5)           | 13,6 (56,5)           | 17,4 (63,3)           | 22,2 (72)             | 26,5 (79,7)           | 29,1 (84,4)           | 29,3 (84,7)           | 25,4 (77,7)           | 20,2 (68,4)           | 15,7 (60,3)           | 12,1 (53,8)           | 29,3 (84,7)           |
| Средњи минимум, °C (°F)    | 4,2 (39,6)            | 4,3 (39,7)            | 6,0 (42,8)            | 8,5 (47,3)            | 12,3 (54,1)           | 16,2 (61,2)           | 18,8 (65,8)           | 19,0 (66,2)           | 16,2 (61,2)           | 12,4 (54,3)           | 8,6 (47,5)            | 5,8 (42,4)            | 4,2 (39,6)            |
| Количина падавина, mm (in) | 61 (24)               | 64 (25,2)             | 58 (22,8)             | 42 (16,5)             | 39 (15,4)             | 30 (11,8)             | 21 (8,3)              | 27 (10,6)             | 47 (18,5)             | 68 (26,8)             | 74 (29,1)             | 66 (26)               | 597 (235)             |
| [ тражи се извор ]         |                       |                       |                       |                       |                       |                       |                       |                       |                       |                       |                       |                       |                       |

## Становништво
| 1931.  | 1936.  | 1951.  | 1961.  | 1971.  | 1981.  | 1991.  | 2001.  | 2011.  |
| ------ | ------ | ------ | ------ | ------ | ------ | ------ | ------ | ------ |
| 11.559 | 12.052 | 13.995 | 13.168 | 13.651 | 14.693 | 18.106 | 20.852 | 21.555 |

## Партнерски градови
- Бибесхајм на Рајни